# Landschaftsschutzgebiet Siek südlich Gut Eckendorf
Das Landschaftsschutzgebiet Siek südlich Gut Eckendorf mit etwa 3,3 ha Flächengröße liegt im Gemeindegebiet von Leopoldshöhe. Es wurde 2001 mit dem Landschaftsplan Nr. 2 Leopoldshöhe/Oerlinghausen-Nord durch den Kreistag des Kreises Lippe als Landschaftsschutzgebiet (LSG) ausgewiesen.

## Beschreibung
Die Biogasanlage von Gut Eckendorf (Agrargas Eckendorf GmbH & Co. KG) grenzt im Norden direkt an das LSG. Das LSG umfasst einen Bachsiek (Zufluss der Windwehe) mit Grünland. Im westlichen Bereich liegt ein Teich. Östlich des Teiches liegt ein kleiner Schießstand. Das Bachsiek hat teils ausgeprägte ca. 45° Böschungen, die im Mittel 2 m hoch sind. Der Talgrund weist Wiesen- und Sumpfbereiche auf.

## Schutzzwecke für das LSG
Laut Landschaftsplan erfolgte die Ausweisung des LSG
- „zur Erhaltung und Wiederherstellung der Leistungsfähigkeit des Naturhaushaltes mit seinen vielfältigen Funktionen Wasserschutz, Klimaschutz, Bodenschutz, Biotop- und Artenschutz in einem durch Siedlungsbereiche, Streubebauung und Verkehr stark beanspruchten und z.T. beeinträchtigten Raum,“
- „zur Erhaltung der Nutzungsfähigkeit der Naturgüter,“
- „zur Erhaltung und Entwicklung des für den Planungsraum typischen Landschaftsbildes mit seinen prägenden Tälern, naturnahen Waldbeständen, geomorphologischen Ausprägungen und gliedernden und belebenden Elementen,“
- „zur Erhaltung und Sicherung der besonderen Bedeutung des Planungsraumes für die Erholung.“[1]

## Rechtliche Vorschriften
Im Landschaftsschutzgebiet ist unter anderem das Errichten von Bauten und Fischteichen verboten. Grün- und Brachland darf nicht in eine andere Nutzungsart umgewandelt oder umgebrochen werden. Es ist ferner verboten Hunde frei laufen zu lassen. Vom Verbot ist Hundeeinsatz bei der ordnungsgemäßen Jagd, auf Hof- und Gartenbereichen und der Einsatz von Hütehunden ausgenommen.